# Flame of Passion
Flame of Passion è un film muto del 1915 diretto, prodotto e interpretato da Tom Terriss. Prodotto dalla Terriss Feature Film Company e distribuito dalla Picture Playhouse Film Company, il film uscì nelle sale l'11 ottobre 1915.
La donna vampiro del film è interpretata da Ellaline Terriss, nota attrice e cantante inglese, sorella del regista/produttore.

## Trama
Dopo la morte dello zio, un piantatore delle Indie Occidentali, Dick Lorient - raffinato appartenente della buona società newyorkese - lascia la cugina, e fidanzata, Dulcie Lanyon per recarsi in Giamaica, dove vuole rendersi conto delle condizioni della piantagione ereditata.
John Stark, amico di Dick e sorvegliante della piantagione, erediterebbe il tutto se Lorient morisse. Così, convince la sua amante, una fascinosa femme fatale, a sedurre l'amico che resta preso nelle reti della donna. Ridotto a un ubriacone senza dignità, Dick si riduce a un relitto.
Quando nell'isola giunge Dulcy, Stark rapisce la nuova arrivata. Gelosa, la sua amante cerca di pugnalarlo, ma Stark la uccide. Dick, intanto, è riuscito a fuggire e a salvare la fidanzata. Dopo un inseguimento mozzafiato in mezzo a una natura incontaminata e selvaggia, Dick riesce a sbarazzarsi del suo avversario che cade nella bocca di un vulcano fumante. Dick e Dulcy possono finalmente tornare a casa insieme.

## Produzione
Fu il secondo film prodotto dalla Terriss Feature Film Company, una piccola casa di produzione indipendente fondata da Tom Terriss che, nell'arco di un anno, produsse otto film. Venne girato in Giamaica.

## Distribuzione
Distribuito dalla Picture Playhouse Film Company, uscì nelle sale cinematografiche USA l'11 ottobre 1915. Parte del film venne montato nel cortometraggio Quest of the Perfect Woman: The Vampire of Marrakesh prodotto dalla Hammer Pictures nel 1933, distribuito dalla Something Weird Video (SWV) in DVD nel 2002 .